# Богатыренко, Захарий Семёнович
Захарий Семёнович Богатыренко (род. 24 июня 1929, Чернигов, Черниговский округ) — главный редактор журнала «Бюллетень трудового и социального законодательства Российской Федерации», академик Международной академии менеджмента. Почётный работник Минтруда России.

## Биография
Захарий Семёнович Богатыренко родился в г. Чернигове 24 июня 1929 года.
В годы войны, в возрасте 13—14 лет, один год не учился, а работал, а также собирал металлолом и средства на строительство танка и самолёта, помогал в военных госпиталях и так далее, за что был награждён медалью «За доблестный труд в Великой Отечественной войне 1941—1945 гг.» После окончания в 1945 г. 7-го класса начал постоянно работать и учиться в школе рабочей молодёжи.
Затем окончил с отличием Юридический факультет и аспирантуру, а также Экономический факультет Московского государственного университета им. М. В. Ломоносова (1948—1957). С 1958 г. — старший редактор издательства «Знание». С 1962 г. в течение почти 50 лет — сотрудник Научно-исследовательского института труда, где прошел путь от старшего экономиста до заведующего отделом научной информации, который возглавлял почти 25 лет. Одновременно с основания в 1994 г. как юридического лица официального органа Минтруда России и по настоящее время Захарий Семёнович главный редактор ежемесячного журнала «Бюллетень трудового и социального законодательства Российской Федерации» (ранее «Бюллетень Минтруда России»).

## Трудовая деятельность
Будучи квалифицированным специалистом, З. С. Богатыренко принимал активное участие в разработке и совершенствовании законодательства о труде и его стимулировании, занятости и социальной защите населения. Обладая необходимыми знаниями в области трудового права и экономики труда, которые находят применение в его работе, З. С. Богатыренко — автор около 120 изданий, в том числе монографий, учебных, справочных и практических пособий, научно-методических рекомендаций, нормативных материалов, комментариев, глав в книгах и сборниках научных трудов, статей в журналах, объём которых более 300 печатных листов. Состоял в редколлегиях ряда журналов: «Человек и труд»; «Трудовое право» и др.
В ряде работ З. С. Богатыренко содержится анализ принципиальных проблем экономики труда и трудового права. Так, в монографии «Совершенствование организации труда: эффективность и стимулы» (1978) рассматривается влияние повышения уровня организации труда на рост его производительности, рациональное использование трудовых ресурсов, экономию живого труда и мобилизацию резервов, укрепление дисциплины труда и улучшение качества продукции. Особого внимания заслуживает исследование вопросов оценки и показателей эффективности, материального и морального стимулирования научной организации труда.
Важным направлением в деятельности Захария Семёновича явились его авторские научно-популярные работы, изданные массовым тиражом: в Профиздате: «Качество продукции и стимулы» (1967), «НОТ сегодня: опыт, рекомендации» (1970), «Моральное стимулирование труда» (1980), «Социализм и труд» (1985), а также другие брошюры, выпущенные в издательствах «Экономика», «Политиздат», «Московский рабочий» и др., общий тираж которых превышает 1,5 млн экземпляров.
З. С. Богатыренко в составе авторских коллективов участвовал в разработке и издании ряда важных нормативных документов: Квалификационного справочника должностей руководителей, специалистов и других служащих; Общероссийского классификатора профессий рабочих, должностей служащих и тарифных разрядов и др. Под его общей редакцией и при авторском участии подготовлен и издан массовым тиражом словарь-справочник «Труд и заработная плата в СССР» (1984, 1989). В 2000-е годы много внимания им было уделено проблематике новейшего трудового законодательства, в частности, в составе авторского коллектива был подготовлен и издан «Трудовой кодекс Российской Федерации: правовые новации. Постатейный научно-практический комментарий» (2002, 2004, 2006, 2007, 2008).
За время работы в Институте З. С. Богатыренко внес существенный вклад в становление и развитие информационно-издательской деятельности, внедрение в практику результатов научных исследований, обобщение и применение передового отечественного и зарубежного опыта. Им проводилось изучение и обобщение опыта предприятий Свердловска и Перми, Ленинградского оптико-механического объединения (ЛОМО), Клинского комбината химического волокна, Дятьковского хрустального завода и других предприятиях страны.

## Международное сотрудничество
В конце 80-х годов значительно расширилось сотрудничество СССР, а затем и Российской Федерации с Международной организацией труда (МОТ). В результате визита в 1989 г. в Женеву нашей делегации во главе с З. С. Богатыренко была достигнута договоренность о расширении сотрудничества, осуществлении целого ряда мероприятий, выпуске изданий МОТ.

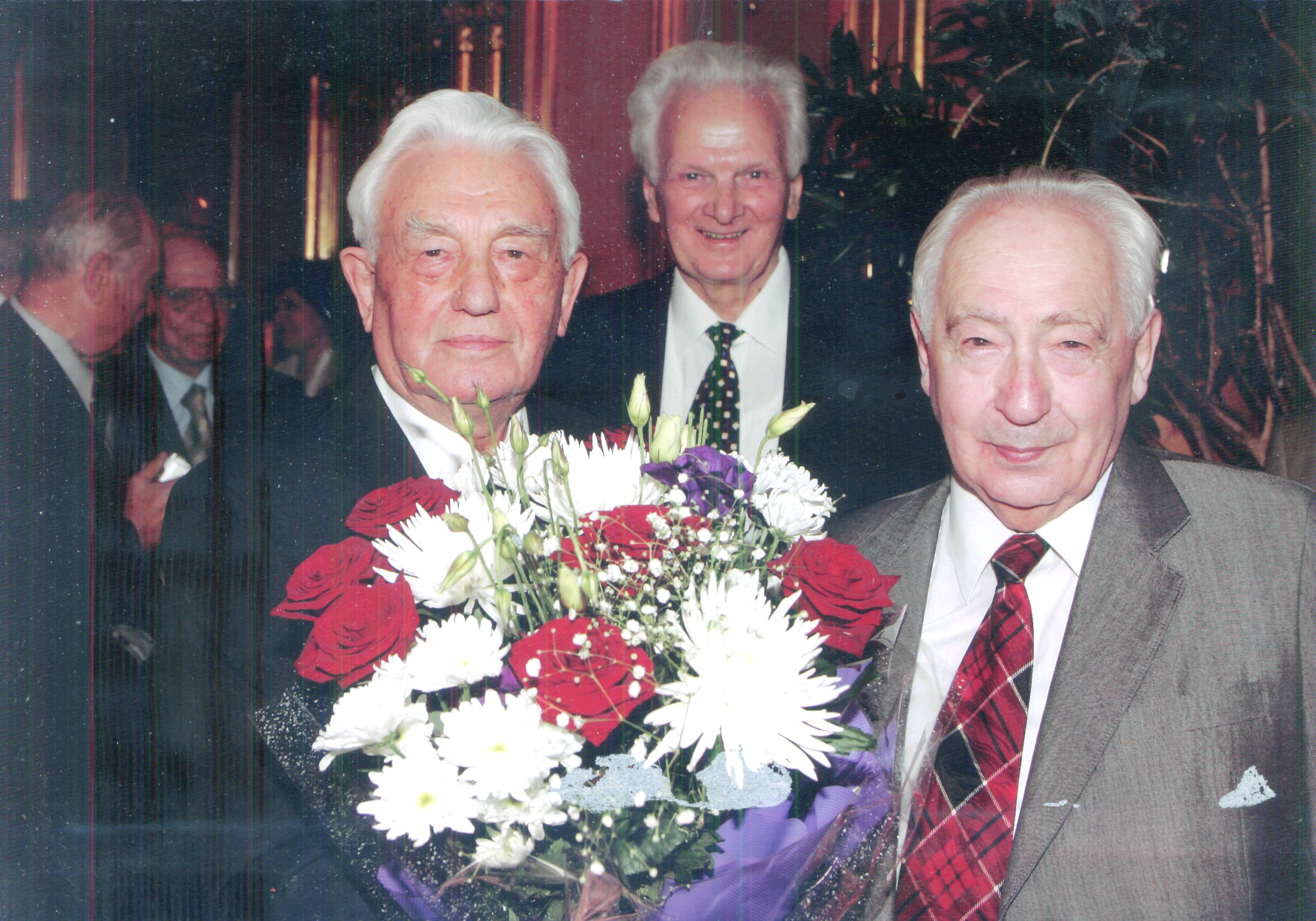
З. С. Богатыренко на юбилее Заслуженного деятеля науки РФ профессора Л. А. Костина (слева). В центре Заслуженный деятель науки РФ, профессор Е. Г. Антосенков.

С 1990 г. Институт труда начал выпускать в переводе на русский язык «Бюллетень социальной и трудовой информации МОТ», а затем и капитальную работу МОТ «Труд в мире», в которой рассматривались основные вопросы труда и социального развития в регионах и странах, этой работы было переведено и издано 8 томов общим объёмом более 120 печатных листов. С 1994 г. Институтом осуществлялось издание на русском языке журнала «Международный обзор труда» — старейшего журнала МОТ, в котором выступают представители ведущих научных школ мира. Кроме того, материалы, посвященные МОТ, публиковались в ежеквартальном журнале Института — «Труд за рубежом» (1989—2010), специальные номера которого подготовлены им к 80-летию и 90-летию МОТ. Главным редактором всех этих изданий на русском языке был З. С. Богатыренко. Журнал «Труд за рубежом» получил высокую оценку в нашей стране и в других странах. Захарий Семенович также участвовал в составе правительственных делегаций в работе Генеральных конференций МОТ в Женеве.
Фундаментальную работу «Международная организация труда: конвенции, документы, материалы» (2007, 2010, 2011) выпустило издательство «Дело и Сервис». Составление, предисловие, вступительная статья, справочные материалы этой работы подготовлены З. С. Богатыренко. По мнению ведущих ученых страны в области трудового права профессоров А. М. Лушникова и М. В. Лушниковой это «лучший справочник на русском языке, посвященный деятельности МОТ. Он будет полезен студентам и преподавателям, научным и практическим работникам, юристам и экономистам, всем, кто интересуется трудовым и международным правом».
Трудовая и общественная деятельность З. С. Богатыренко отмечена рядом государственных наград. Он ветеран Великой Отечественной войны и Ветеран труда, получал награды и поощрения Госкомтруда СССР, Минтруда России, ВЦСПС, ВДНХ и др. Ему присвоено звание Почётного работника Минтруда России, он избран членом-корреспондентом (1993 г.), а затем академиком Международной академии менеджмента (2005 г.), является членом Союза журналистов Москвы.
Как отмечает характеризуя З. С. Богатыренко один из руководящих в прошлом работников Минтруда России, а ныне видный учёный страны А. А. Ткаченко, — «хочется пожелать всем его коллегам и чиновникам в области труда и социально-трудовых отношений: общайтесь, берите пример, не теряйте уникальной возможности повысить и свой профессиональный уровень — ведь Захарий Семёнович с его необыкновенными добротой и вниманием ко всем окружающим, со светлым взглядом на наш сложный мир всегда готов помочь и поможет любому достойному человеку».